# Henry Peyron
Henry Georg Rudolf Peyron (ur. 14 czerwca 1883 w Sztokholmie, zm. 19 lutego 1972 tamże) – szwedzki wojskowy, w młodości szermierz.
Służył w armii szwedzkiej, a także fińskiej. Wziął udział w wojnie domowej w Finlandii. Po powrocie do armii szwedzkiej był m.in. dowódcą Livregementets husarer, a także inspektorem kawalerii.  W 1940 został mianowany na stopień generała majora. 
Startował na uczestnik letnich igrzysk olimpijskich w Londynie w 1908 w indywidualnych i drużynowych zawodach szpadzistów.